# Viola granulosa
Viola granulosa là một loài thực vật có hoa trong họ Hoa tím. Loài này được Wedd. miêu tả khoa học đầu tiên năm 1864.